# Capparis salicifolia
Capparis salicifolia là một loài thực vật có hoa trong họ Capparaceae. Loài này được Griseb. mô tả khoa học đầu tiên năm 1879.